# 퀸 (드라마)
《퀸》은 1999년 8월 11일부터 1999년 9월 30일까지 방송되었던 SBS 수목 드라마였다.

## 등장 인물

### 주요 인물
- 이미숙 : 황춘복 역
- 김원희 : 강승리 역
- 윤해영 : 홍장미 역
- 이나영 : 오순정 역

### 주변 인물
- 이훈 : 주의종 역
- 정찬 : 이호균 역
- 조재현 : 박장순 역
- 권용운 : 전영화 역
- 김병세 : 김용주 역
- 임현식 : 김동진 역
- 전원주 : 최 반장 역
- 최준용 : 조 대리 역
- 공형진 : 나기찬 역
- 오대규 : 구중서 역
- 신구 : 승리 부 역
- 정재순 : 승리 모 역
- 전무송 : 장미 부 역
- 김해숙 : 장미 모 역
- 황인성 : 윤경민 역
- 김명민 : 김영석 역

### 그 외 인물
- 박광정 : 김석만 역
- 심양홍
- 박웅
- 박영지
- 강태기
- 김영철
- 송지은